# Jurij Charczenko
Jurij Aleksandrowicz Charczenko (ros. Юрий Александрович Харченко; ur. 11 października 1963 w Roszczinie) – rosyjski saneczkarz reprezentujący także ZSRR, brązowy medalista igrzysk olimpijskich i mistrzostw świata.

## Kariera
Największe sukces w karierze Charczenko osiągnął w 1988 roku, kiedy zdobył brązowy medal w jedynkach podczas igrzysk olimpijskich w Calgary. W zawodach tych wyprzedzili go jedynie Jens Müller z NRD oraz Georg Hackl z RFN. W tym samym roku zajął także drugie miejsce w klasyfikacji generalnej Pucharu Świata, ulegając tylko Austriakowi Markusowi Prockowi. Na rozgrywanych rok później mistrzostwach świata w Winterbergu zdobył brązowy medal w zawodach drużynowych. Charczenko zajął także trzecie miejsce w klasyfikacji generalnej sezonu 1983/1984, plasując się za Michaelem Walterem z NRD i Włochem Norbertem Huberem. Startował też na igrzyskach w Sarajewie w 1984 roku, kończąc rywalizację na siódmej pozycji.
Po zakończeniu kariery sportowej pracował jako inżynier.